# Лесничество (Ярцевский район)
Лесничество — посёлок в Ярцевском районе Смоленской области России. Входит в Капыревщинское сельское поселение. По состоянию на 2007 год постоянного населения не имеет. 
Расположен в северной части области в 21 км к северо-востоку от Ярцева, в 15 км севернее автодороги М1 «Беларусь», на берегу реки Журиха. В 18 км южнее посёлка расположена железнодорожная станция Свищёво на линии Москва — Минск. 

## История
В годы Великой Отечественной войны посёлок был оккупирован гитлеровскими войсками в июле 1941 года, освобождена в сентябре 1943 года.